# Little River-Academy
Little River-Academy – miasto w Stanach Zjednoczonych, w stanie Teksas, w hrabstwie Bell.